# San Colombano al Lambro
San Colombano al Lambro is een gemeente in de Italiaanse metropolitane stad Milaan (regio Lombardije) en telt 7509 inwoners (31-12-2004). De oppervlakte bedraagt 16,4 km², de bevolkingsdichtheid is 449 inwoners per km².

## Demografie
San Colombano al Lambro telt ongeveer 3109 huishoudens. Het aantal inwoners steeg in de periode 1991-2001 met 4,1% volgens cijfers uit de tienjaarlijkse volkstellingen van ISTAT.
| Jaar | Inwoneraantal |
| ---- | ------------- |
| 1991 | 6970          |
| 2001 | 7258          |

## Geografie
San Colombano al Lambro grenst aan de volgende gemeenten: Borghetto Lodigiano (LO), Graffignana (LO), Livraga (LO), Miradolo Terme (PV), Orio Litta (LO), Chignolo Po (PV).

## Impressie

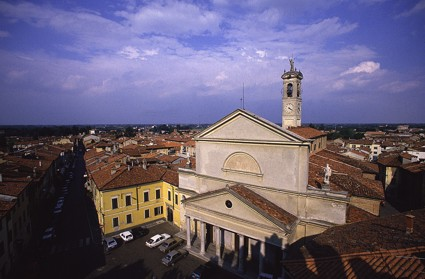
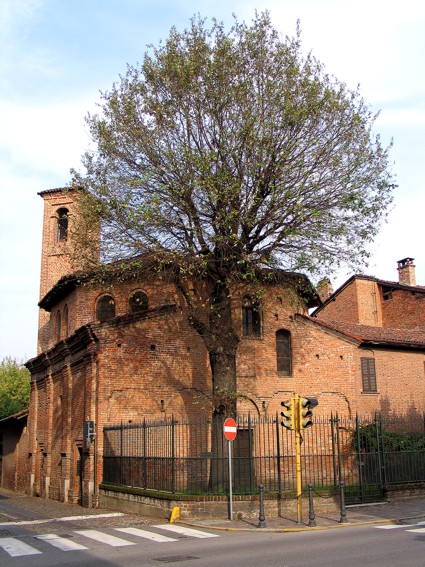
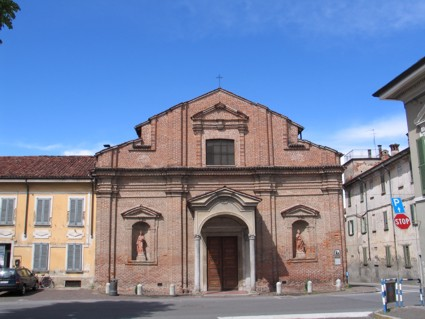
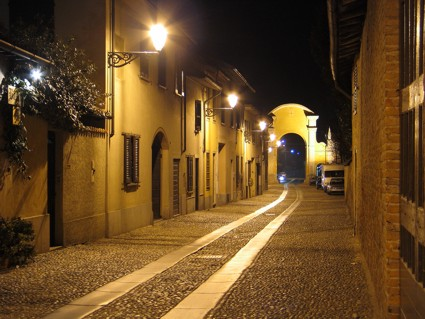